# Liberty Manufacturing Company
Liberty Manufacturing Company war ein US-amerikanischer Hersteller von Automobilen.

## Unternehmensgeschichte
Das Unternehmen wurde 1920 in New York City gegründet. Im gleichen Jahr begann die Produktion von Automobilen in einem Werk von Cameron in Connecticut. Der Markenname lautete Liberty Light Car. 1921 endete die Produktion. Insgesamt entstanden nur wenige Fahrzeuge.

## Fahrzeuge
Die Wagen waren von Anfang an dem Modelljahr 1921 zugeordnet. Sie hatten einen luftgekühlten Sechszylindermotor von Cameron. Das Fahrgestell hatte 267 cm Radstand. Der Aufbau war ein offener Tourenwagen mit fünf Sitzen. Der Neupreis betrug 1250 US-Dollar.